# Maurice Risch
Maurice Risch (ur. 25 stycznia 1943 w Paryżu) – francuski aktor teatralny i filmowy. Szerszej publiczności na świecie znany głównie z filmów, w których grał u boku Louisa de Funès – Sławna restauracja (1966), Wielkie wakacje (1967), Panowie, dbajcie o żony (1978), Żandarm i kosmici (1978), Żandarm i żandarmetki (1982).